# Battaglia di Powick Bridge
La battaglia di Powick Bridge fu uno scontro che si svolse il 23 settembre 1642 presso Worcester, in Inghilterra. Essa fu parte della prima guerra civile inglese, contrapponendo Realisti e Parlamentaristi.
Sir John Byron stava scortando un convoglio realista di valori da Oxford verso l'esercito di Carlo I che si trovava a Shrewsbury ma, preoccupato della vicinanza delle forze parlamentariste, si rifugiò presso Worcester il 16 settembre in attesa di rinforzi. I realisti inviarono sul posto una forza al comando del principe Ruperto del Palatinato. Nel frattempo, i parlamentaristi inviarono a loro volta sul posto una forza al comando del colonnello John Brown col compito di catturare il convoglio. Le due parti constavano ciascuna di quasi 1000 cavalieri e dragoni.
Le forze parlamentariste si avvicinarono alla città da sud il pomeriggio del 23 settembre e questi si portarono diretti contro le truppe del principe Ruperto in campo aperto. Il rumore della cavalleria nemica in avvicinamento, allertò i realisti che si misero subito in posizione. I dragoni dei realisti diedero tempo al resto della loro cavalleria di prepararsi per lo scontro. La cavalleria del principe Ruperto caricò quindi il nemico spezzandone le file e disperdendoli.
Brown protesse la fuga della sua cavalleria con l'uso della sua retroguardia piazzata presso Powick Bridge. Il principe Ruperto diede la caccia ai suoi nemici sino al villaggio di Powick, ma la cavalleria parlamentarista proseguì per altre 15 miglia. I realisti abbandonarono Worcester col loro convoglio, proseguendo la loro marcia. I parlamentaristi giunsero in città il giorno successivo e vi rimasero quattro settimane prima di scontrarsi nuovamente coi loro nemici nella battaglia di Edgehill.

## Antefatto

### L'inizio della prima guerra civile inglese
Nel 1642 le tensioni tra il parlamento e re Carlo I d'Inghilterra erano ormai giunte al culmine quando egli tentò di far arrestare cinque membri del parlamento che gli si erano opposti, con l'accusa di tradimento. Fallita l'operazione, Carlo lasciò Londra con la sua famiglia. Anticipando un conflitto ormai imminente, entrambi i partiti si prepararono alla guerra tentando di reclutare quanti più uomini possibili. Il parlamento varò la Militia Ordinance nel marzo del 1642 senza l'assenso regio, garantendosi così il controllo della milizia delle contee. Per tutta risposta, Carlo I organizzò una coscrizione di stampo medievale.
Malgrado l'animosità tra re e parlamento, le due forze era ormai chiaro non potessero più governare insieme il paese. La disillusione fu completa quando Carlo si spostò a York verso la metà di marzo, temendo che avrebbe potuto essere catturato se fosse rimasto nell'Inghilterra meridionale. La prima battaglia in campo aperto tra le due fazioni si svolse a Kingston-upon-Hull, dove era custodito un grande arsenale. Nel corso dell'primo assedio di Hull nel 1642, Carlo I non ottenne il permesso di entrare in città ad aprile ed a luglio gli venne negato dal governatore locale, nominato dai parlamentaristi. Carlo riuscì a richiamare i realisti dell'Inghilterra settentrionale, dalle East Midlands e dal Galles, ma senza il controllo di un arsenale significativo, mancava di mezzi per armare i suoi uomini. Per contro, il parlamento raccoglieva truppe dal sudest dell'Inghilterra, disponeva di molte armi e controllava la marina militare di stato.
Il 22 agosto, Carlo levò lo stendardo regio su Nottingham, dichiarando di fatti guerra al parlamento. Le due parti continuarono le operazioni di reclutamento; il parlamento posizionò il grosso del suo esercito, comandato dal conte di Essex, tra l'esercito del re e Londra, a Northampton. Carlo I era in inferiorità numerica e per di più i suoi nemici erano meglio equipaggiati. Malgrado ciò, il conte di Essex non fece pressione ai suoi nemici, probabilmente perché ancora sperava in una soluzione pacifica del conflitto. Seppure vi furono dei conflitti su piccola scala, in particolare nell'Inghilterra settentrionale e sud-occidentale, le due armate non riuscirono a compiere manovre significative l'una sull'altra sino a metà settembre. Il 13 settembre, Carlo I mosse il suo esercito verso ovest, passando Derby e Stafford sino a Shrewsbury, dove sperava di venire rifrnito di uomini provenienti dal Galles e da altre parti dell'Inghilterra.

### Il convoglio di sir John Byron

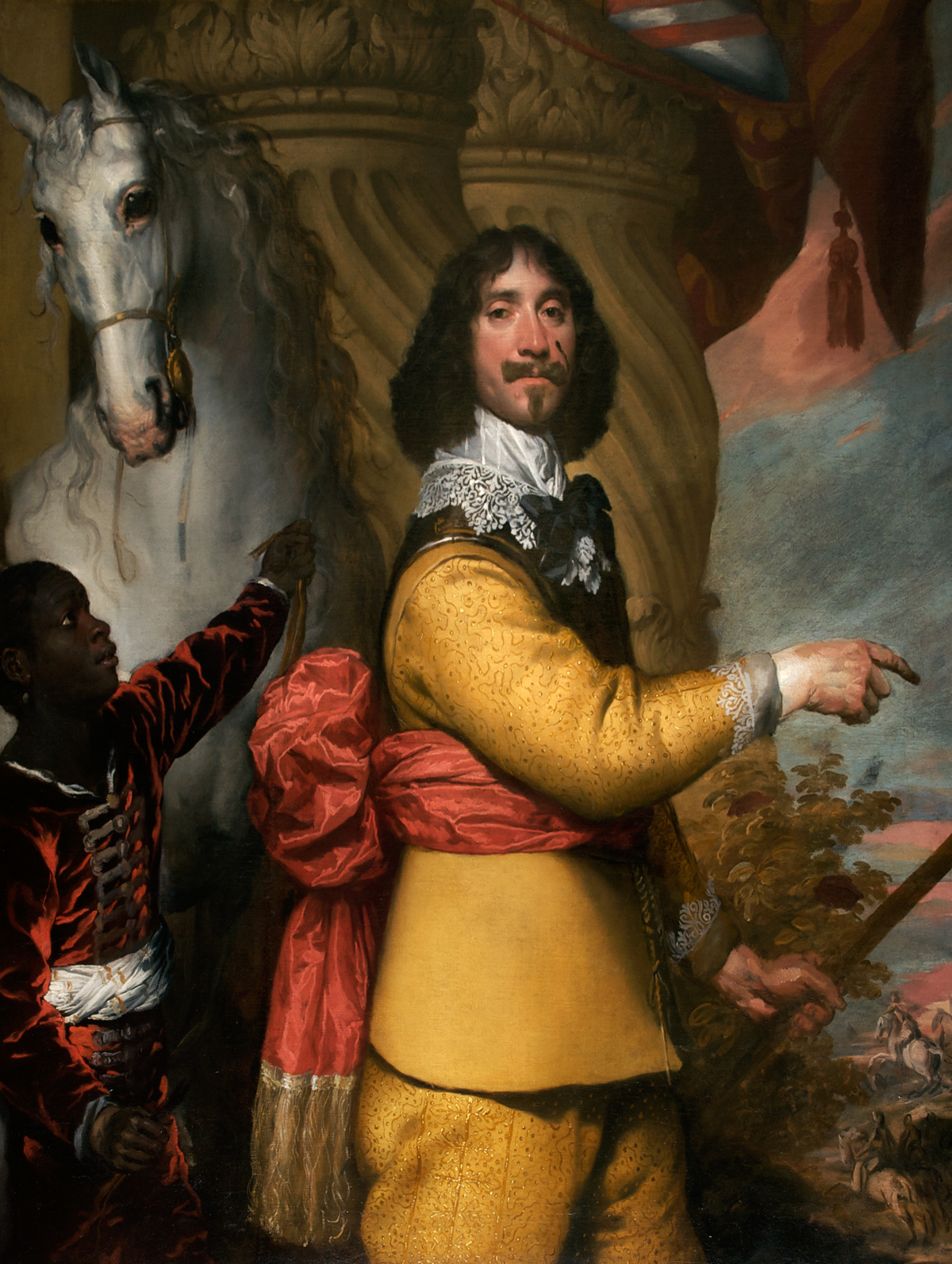
Il convoglio con la cassa dei Realisti era comandato da sir John Byron.

Sir John Byron era uno strenuo sostenitore di re Carlo e fu il primo ad organizzare un reggimento di cavalleria realista nella guerra. Ad agosto, occupò Oxford con un reggimento di 160 uomini ma venne costretto alla ritirata il 10 settembre di fronte a preponderati forze nemiche. Il reggimento di Byron se ne andò dalla città con un grande convoglio d'oro e argento donato dall'università di Oxford per finanziare i preparativi del re per la guerra. Guidandolo verso Shrewsbury, Byron si accorse della vicinanza delle forze parlamentariste e scelse di trovare rifugio. Il 16 settembre si fermò a Worcester,, un grande villaggio lungo il fiume Severn circondato da mura medievali in pessime condizioni. Conscio di non poter tenere a lungo la città, Byron attese comunque lì rinforzi.

## Preludio
I parlamentaristi non reagirono ai movimenti dell'esercito realista sino al 19 settembre, cercando di individuare la destinazione che avrebbe scelto il sovrano, muovendosi parallelamente. Questo fece sì che l'esercito parlamentarista andasse a porsi esattamente tra i realisti e Londra; la cittadina di Worcester era poi circondata da campi coltivati che facevano proprio al caso del conte di Essex e dei suoi uomini. Mentre il conte di Essex era ancora distante, ricevette notizia della presenza di un convoglio realista. Venne convinto da uno dei suoi colonnelli della cavalleria, John Brown, a inviare un distaccamento presso la città e a tentare di catturare ciò che di valore trasportava.
Brown guidò un distaccamento di circa 1000 uomini a cavallo che raggiunse Worcester il 22 settembre. Questi si avvicinarono al cancello orientale ma lo trovarono ben difeso. Si ritirarono a sud dove si assicurarono il ponte sul fiume Severn. Uno degli ufficiali parlamentaristi presenti, Nathaniel Fiennes, scrisse il rapporto sullo scontro e disse a tal proposito che il colonnello Edwin Sandys suggerì di spostarsi il più vicino possibile a Worcester per evitare che il convoglio cercasse di fuggire. Si portò quindi a Powick, poco più a sud del fiume Teme, a circa 2 miglia a sud di Worcester. Qui trascorse coi suoi uomini l'intera notte e buona parte del giorno seguente, controllando le strade per impedire la fuga a Byron.
I parlamentaristi non inviarono degli esploratori e pertanto non seppero che Byron aveva ricevuto rinforzi in quello stesso giorno. Il principe Ruperto del Palatinato, general di cavalleria dei realisti, giunse sul posto con circa 1000 cavalieri. Gli uomini di Ruperto si trovavano posizionati a nord del Teme, di guardia alla città. Lo storico moderno Peter Gaunt ha suggerito il fatto che Ruperto fu probabilmente informato della presenza delle forze parlamentariste nell'area ma permise ai suoi uomini di riposarsi e rimuovere le loro armature prima dello scontro previsto.

## Le forze in opposizione

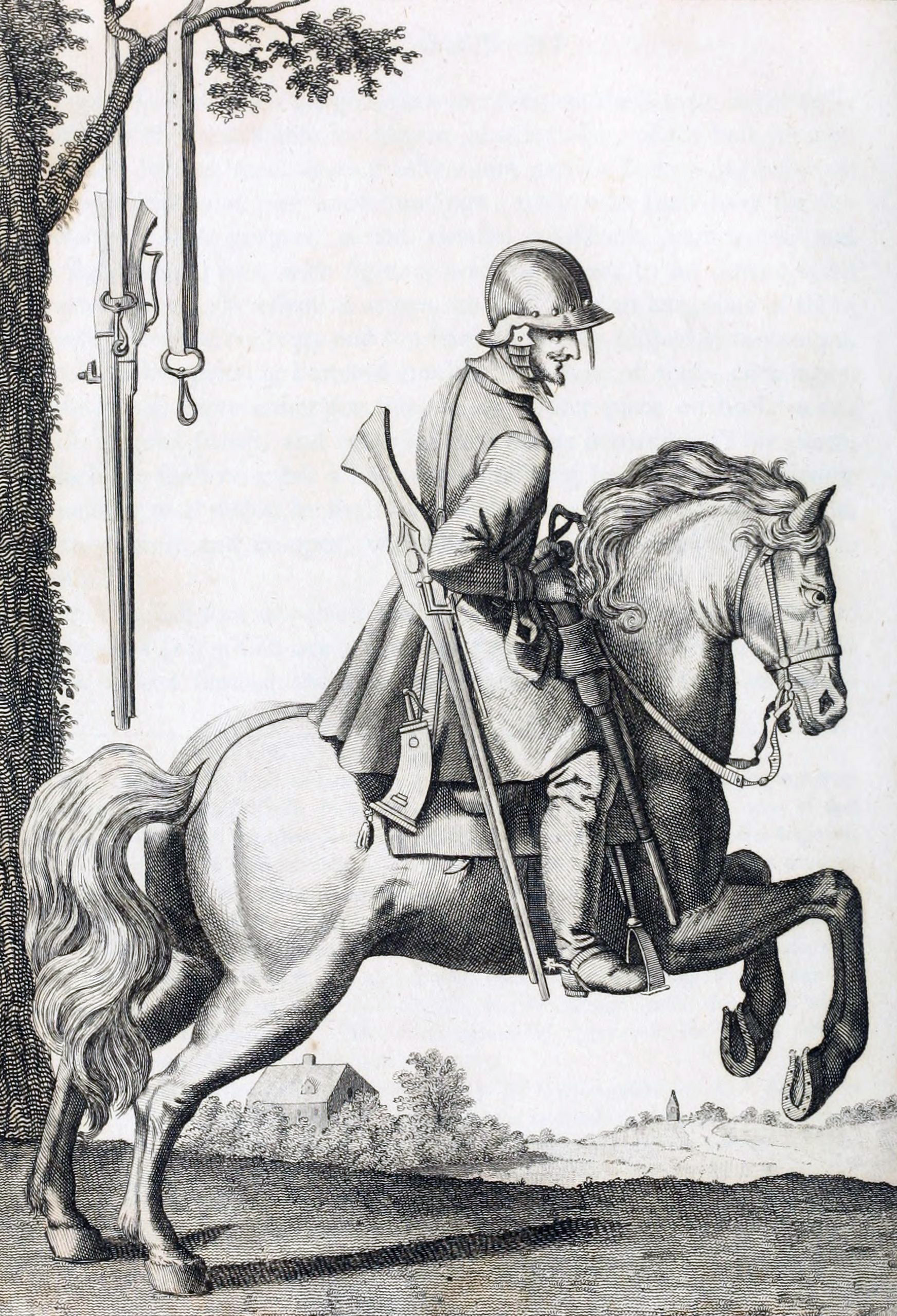
I dragoni erano un'unità in grado di travolgere il nemico cavalcando, ma per combattere sovente scendevano dalla sella.

Le due principali cavallerie di truppe a cavallo che vennero impiegate nel corso della prima guerra civile furono i dragoni, della fanteria a cavallo armata di moschetti (solitamente impiegati per piccole schermaglie o come avanguardia per la loro mobilità) i quali, seppur versatili, per combattere dovevano scendere da cavallo. La cavalleria vera e propria combatteva invece rimanendo a cavallo, disponendo di archibugieri e di pesanti armature oltre alla spada, due pistole e una carabina. Le forze di Ruperto erano divise abbastanza equamente tra dragoni e cavalieri, mentre la proporzione delle forze parlamentariste è sconosciuta: le fonti parlano di dieci compagnie di cavalleria e cinque di dragoni.
Le tattiche delle due tipologie di cavalleria erano differenti. I parlamentaristi utilizzavano manovre tipiche e collaudate dall'esercito olandese, campo dove molti ufficiali inglesi si erano già battuti in precedenza. Sia per l'attacco che per la difesa, i parlamentaristi contavano essenzialmente sulla loro potenza di fuoco. Per contro, la cavalleria dei realisti utilizzava una versione strategica sul campo adottata già da Gustavo Adolfo di Svezia, impiegando cioè grandi formazioni in attacco con avanzate regolari, in formazione compatta. usando le armi da fuoco solo quando si trovavano a portata di tiro del nemico e preferendo invece l'iso della spada.

## La battaglia
Alle 16:00, Brown e Sandys ottennero l'ordine di avanzare verso la città. Lo storico Richard Brooks suggerisce che ai due ufficiali venne riportata la notizia che Byron era intenzionato a lasciare Worcester. Sandys guidò un piccolo gruppo di truppe in avanscoperta, attraverso lo stretto ponte che permetteva il passaggio di non più di tre cavalieri alla volta in quanto a larghezza. Secondo le teorie degli storici moderni, i parlamentaristi avanzarono sempre più e i dragoni realisti aprirono il fuoco su di loro, causando il panico tra gli uomini di Sandys; il rombo dei moschetti allertò il resto della cavalleria realista dell'arrivo del nemico. Quando Sandys e i suoi uomini apparvero all'orizzonte, si trovarono di fronte i dragoni realsti pronti a fare fuoco e sul retro la cavalleria pronta a reagire.
Quando i parlamentaristi cercarono di raggrupparsi per contrattaccare, vennero caricati dalla cavalleria del principe Ruperto del Palatinato. Sandys venne ferito mortalmente durante l'assalto iniziale. Senza supporto dei loro dragoni, e truppe di Sandys potevano dirsi sconfitte. Fiennes disse di aver cercato di controllare la sua cavalleria e di caricare coi suoi i realisti ma che questo fu inutile. Malgrado ciò anche i realisti si trovarono isolati dopo l'abbandono dello scontro da parte degli uomini di Sandys battuti in ritirata, e per questo decisero di ritirarsi anch'essi. I parlamentaristi si portarono verso il Powick Bridge per proteggere la ritirata dalla loro cavalleria, ma il principe Ruperto li inseguì.

## Conseguenze

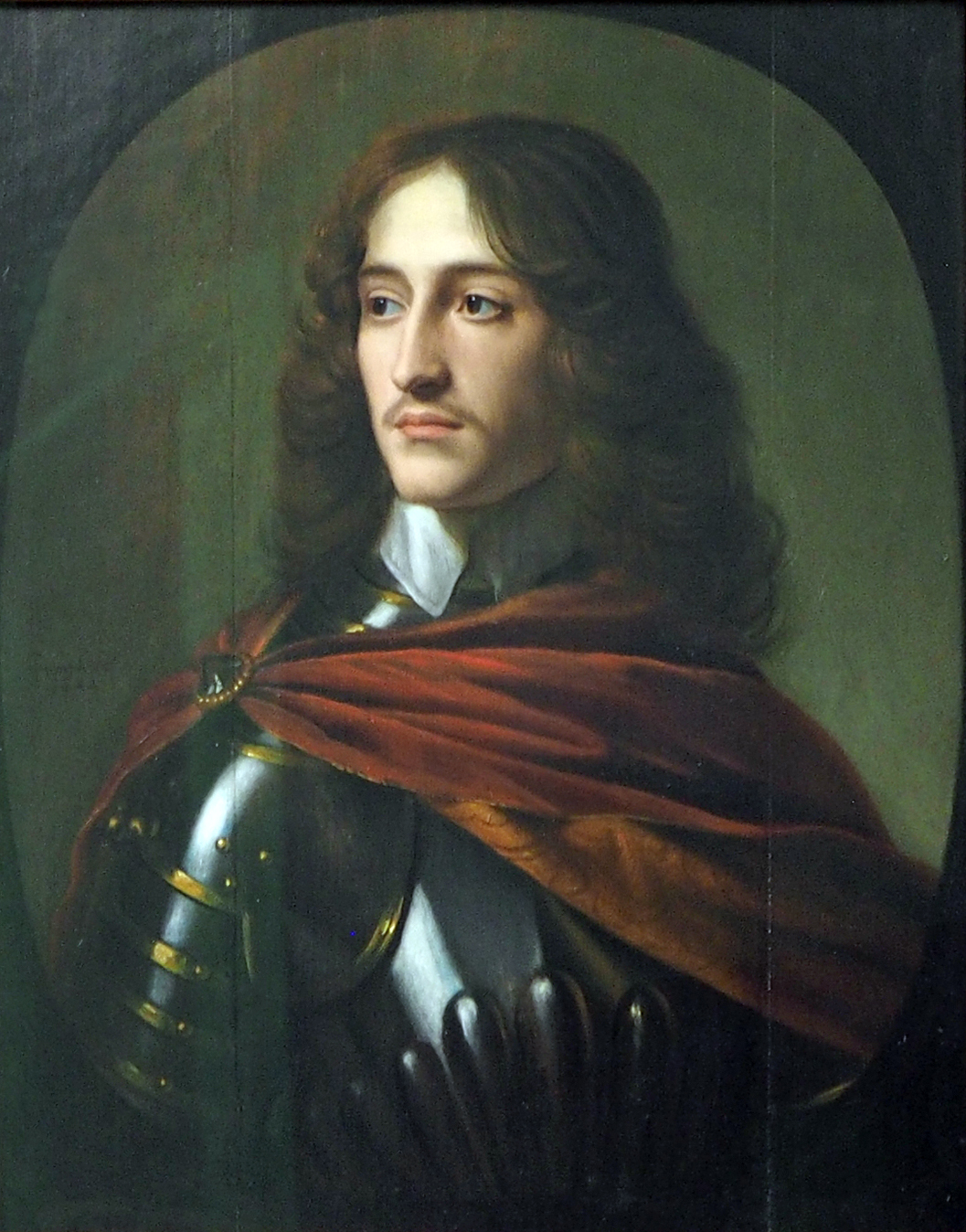
La reputazione del principe Ruperto del Palatinato e della cavalleria realista aumentò di molto dopo lo scontro di Powick Bridge

La cavalleria parlamentarista si portò in tutta fretta verso Pershore, a 15 miglia di distanza, dove incontrò la guardia del corpo del conte di Essex comandata da sir Philip Stapleton, la miglior cavalleria dell'intero esercito parlamentare sia come preparazione che come armamento personale. Il loro resoconto della battaglia e la considerazione che Ruperto del Palatinato li stesse ancora inseguendo, li portò a fuggire ancora. Secondo Fiennes, entrambe le parti persero 30 uomini nello scontro. Altri rapporti affidarono ai parlamentaristi perdite ancora maggiori; Brooks stimò che tra le perdite, le diserzioni e i prigionieri, i parlamentaristi persero in tutto 100-150 uomini. I realisti riportarono di non aver rilevato perdite, ma diversi ufficiali, tra i quali il principe Maurizio del Palatinato e Henry Wilmot, rimasero feriti.
La battaglia aumentò di molto la reputazione di Ruperto del Palatinato come comandante di cavalleria; i soldati di ambo le parti gli riconobbero tale merito.
Non più minacciato dai parlamentaristi, il convoglio continuò il suo percorso verso il re e Ruperto del Palatinato abbandonò Worcester e tornò a nord verso lo Shropshire. Il giorno successivo allo scontro, l'esercito del conte di Essex giunse a Worcester, dove il gruppo rimase per quattro settimane. Anche se la città aveva dichiarato la propria lealtà al parlamento il 13 settembre, molti degli uomini del conte di Essex pensavano fermamente che gli abitanti locali avessero sostenuto attivamente i realisti.
Re Carlo marciò da Shrewsbury il 12 ottobre con l'intento di proseguire alla volta di Londra; il sovrano riteneva che sconfiggere l'esercito del conte di Essex che gli si contrapponeva o la conquista della capitale, avrebbero posto fine alla guerra. I parlamentari ad ogni modo giunsero in anticipo a Londra e dopo altri scontri presso Brentford e Turnham Green, Carlo si ritirò a Oxford per stabilirvi il proprio quartier generale invernale.
Quasi nove anni dopo, l'ultima battaglia della terza guerra civile inglese, la battaglia di Worcester, venne combattuta su questi stessi terreni; Il New Model Army di Oliver Cromwell si assicurò una vittoria decisiva sull'esercito regio di Carlo II. Il giorno dopo la battaglia di Worcester, il predicatore puritano Hugh Peter tenne un sermone alle truppe di Cromwell dicendo in riferimento ai due scontri, "quando le vostre mogli e i vostri bambini vi chiederanno dove siete stati e cosa sia accaduto, direte loro che siete stati a Worcester, dve le tristezze dell'Inghilterra ebbero inizio e terminarono felicemente".